# 373-я стрелковая дивизия
373-я стрелковая Миргородская Краснознамённая орденов Суворова и Кутузова дивизия — воинское соединение вооружённых сил СССР в Великой Отечественной войне

## История

### История формирования
373-я стрелковая дивизия была сформирована в Чебаркуле Челябинской области в период с сентября по 15 ноября 1941 года. Личный состав дивизии в основном состоял из уральцев, вчерашних рабочих, колхозников и служащих, а также частично из воинов, вернувшихся в строй из госпиталей. Готовность находившихся в Чебаркульских лагерях стрелковых дивизий приехал проверять генерал армии, бывший командующий фронтом Тюленев. Важным событием посещения Тюленевым дивизии было вручение соединению воинского Красного Знамени и грамоты Президиума Верховного Совета СССР. 15 ноября 1941 года пятью эшелонами дивизия отправилась на фронт. 19 ноября 1941 года части дивизии стали прибывать в Грязовец Вологодской области. В Грязовце формировалась 39-я армия. Её формировал генерал-лейтенант Богданов. В Грязовце дивизия находилась около недели. 27 ноября 1941 года 373-я стрелковая дивизия прибыла в местечко Кукобой Ярославской области. 13 декабря дивизию вновь погрузили в вагоны. Через Ярославль, Рыбинск 17 декабря 1941 года эшелоны дивизии прибыли в Торжок. Получив ящики со стрелковым оружием (931-й артиллерийский полк был отправлен за пушками в сторону Бологого), совершив марш к фронту, части дивизии поэтапно (первым это сделал 1235-й стрелковый полк на рассвете 22 декабря 1941 года) вступили в бой на одном из участков Калининского фронта.

### Боевые действия
В действующей армии с 22.12.1941 по 03.05.1943, с 25.08.1943 по 05.09.1944 и с 30.10.1944 по 11.05.1945

#### 1941
Войдя в состав 39-й армии Калининского фронта 373-я стрелковая дивизия в двадцатых числах декабря 1941 после прибытия по железной дороге с Урала разгрузилась на станцию Торжок, получила вооружение и совершила марш к фронту.

Задача 361-й дивизии заключалась в том, чтобы прорвать оборону противника на участке исключительно Еруново, Копыряне и, наступая в направлении Глазуны, Холмец, к исходу дня овладеть районом Дворцы. Справа наступала 355-я дивизия в общем направлении на Степино, слева — 373-я дивизия — в направлении Негодяиха, Анцинориха.— Василевский А.А.:21-я гвардейская
В районе деревни Страшевичи части дивизии развернулись в боевые порядки для наступления и здесь же вскоре вступили в бой со врагом. В первые же дни боевых действий были освобождены деревни Дулево, Копыряне, Высоково, была прорвана немецкая оборона (так называемая «линия Шуберта»). Наступая в южном направлении дивизия прошла с боями около 250 километров, освободила сотни населённых пунктов, взяла у противника большие трофеи.

#### 1942
07.01 — 08.01.1942 дивизия в районе деревень Ножкино и Кокошкино одной из первых форсировала Волгу и с запада подошла к Ржеву. После нескольких дней ожесточённых боёв под Ржевом дивизия в составе 39-й армии совершила прорыв и атаковала Сычёвку. Однако противник удержал важный опорный пункт. В начале июля противнику удалось окружить войска 39-й армии и 11-го кавалерийского корпуса. В боях при прорыве вражеского окружения в районе деревни Егорье погибли многие бойцы и командиры 373-й, в том числе и первый командир дивизии полковник Хмылёв В. И. Из окружения с боями вышли немногие, но удалось сохранить боевое знамя дивизии. С 07.1942 по 11.1942 дивизия находилась на переформировании в районе Вышний Волочёк, а затем по 01.1943 вновь вела тяжёлые наступательные бои, освободила несколько населённых пунктов, в том числе крупное село Урдом.

#### 1943
В марте 1943 дивизия передислоцируется по железной дороге под Великие Луки, где в составе 43-й армии Калининского фронта провела наступательную операцию на сильно укреплённые позиции противника по высотам «Зелёная» и «Жёлтая» (в районе Велижа и Демидова Смоленской области). После этой операции дивизия была выведена в Бологое на переформирование и отдых. В мае 1943 дивизия вошла в состав 52-й армии, находящейся в резерве ВГК.
После начала боёв на Курской дуге дивизия в первой половине 07.1943 была переброшена по железной дороге южнее Воронежа. Здесь 52-я армия входила в состав Степного фронта, а затем Воронежского фронта.
Выполняя боевую задачу, дивизия совершила длительный марш от станций Колодезная и «213-й километр» до Полтавщины. В первых числах сентября вошла в соприкосновение с противником сначала под Зеньковым, а затем под селом Лютенька Гадячского района. За три дня кровопролитных боёв за село дивизия потеряла более пятисот человек убитыми и столько же ранеными. 11 сентября 1943 село было очищено от оккупантов. Развивая наступление, дивизия форсировала Псёл, освободила много населённых пунктов Полтавской области и 18.09.1943 вместе с частями 93-й стрелковой дивизии освободила Миргород. 19.09.1943 приказом ВГК 93-й стрелковой дивизии и 373-й стрелковой дивизии было присвоено наименование Миргородских.
Освободив затем Хорол и овладев населённым пунктом Семёновка, дивизия в конце сентября выходит к Днепру и принимает участие в боях по овладению плацдармами на правом берегу реки.
В ноябре дивизия форсирует Днепр, овладевает островом Большой и в течение месяца совместно с другими соединениями и частями 52-й армии ведёт ожесточённые бои за Черкассы. 14.12.1943 город Черкассы освобождён советскими войсками. Указом Президиума ВС СССР от 14.12.1943 за участие в освобождении Черкасс 373-я стрелковая Миргородская дивизия была награждена орденом Красного Знамени.

#### 1944
В начале 02.1944, в результате боёв на подступах к Корсунь-Шевченковскому, дивизия освободила ряд населённых пунктов и южную окраину города, а 15-17.02.1944 совместно с соединениями и частями 2-го Украинского фронта завершила уничтожение не пожелавших сдаться окружённых частей противника в районе Стеблева, Шандеровки, Хилки. Приказом ВГК всему личному составу дивизии за отличные боевые действия объявлена благодарность.
В начале 03.1944 стрелковая дивизия в составе 52-й армии принимала участие в Уманско-Ботошанской операции 2-го Украинского фронта. В период с 03.03 по 31.03.1944 дивизия прошла с боями более четырёхсот километров от села Поповка Звенигородского района (Украина) до деревни Кондратешть (Молдавия). Дивизия принимала участие в боях за освобождение Умани (10.03), форсировала Южный Буг, освободила от врага Ямполь, форсировала Днестр. На территории Молдавии освобождала города Сороки, Бельцы, Флорешты и другие населённые пункты. В районе деревни Скуляны дивизия одной из первых вышла к государственной границе СССР. В ознаменование одержанных побед за форсирование Днестра и участие в освобождении города Бельцы 373-я стрелковая Миргородская Краснознамённая дивизия Указом Президиума ВС СССР от 08.04.1944 была награждена орденом Суворова II степени.
В середине 04.1944 дивизия вышла из состава 78-го стрелкового корпуса и была переподчинена 73-му стрелковому корпусу. В ночь на 17.04.1944 части дивизии перешли Прут. На территории Румынии во второй половине апреля и в начале мая дивизией были предприняты попытки развить наступление на Яссы, однако здесь противник сосредоточил крупные силы. До середины августа 1944 года дивизия вела тяжёлые оборонительные бои.
С 20.08 по 05.09.1944 дивизия в составе 52-й армии участвовала в Ясско-Кишинёвской операции.
В середине сентября 1944, после 12 месяцев беспрерывных боёв, дивизия в составе 78-го стрелкового корпуса 52-й армии перешла в резерв Ставки ВГК.
С 20.09 по 03.10.1944 дивизия переброшена по железной дороге в район Владимир-Волынского (на станцию Ковель) и вместе с 52-й армией вошла в состав 1-го Украинского фронта. До 20.10.1944 происходит пополнение дивизии
С 21.10 по 28.10.1944 дивизия совершила 220-километровый марш по территории Польши.

#### 1945
В ночь на 23.12.1944 дивизия перешла Вислу и вступила на Сандомирский плацдарм. В январе-феврале 1945 дивизия принимает участие в Сандомирско-Силезской наступательной операции, форсирует Одер, в составе 1-го Украинского фронта участвует в Нижне-Силезской наступательной операции. За образцовое выполнение заданий командования при выходе к Одеру и его форсирование и овладение рядом городов Указом Президиума ВС СССР от 19.02.1945 дивизия была награждена орденом Кутузова II степени.
С 16.04 по 02.05.1945 дивизия участвует в Берлинской операции 1-го Украинского фронта в районе Гёрлица. 8 мая 1945 года, наступая из района Нидер-Билау, дивизия вошла в Гёрлиц. Однако и после этого действующие перед фронтом 52-й армии германские войска не сложили оружия, а стали поспешно отходить в Чехословакию на Прагу. 373-й дивизии был дан приказ о преследовании противника. Только 13 мая 1945 для дивизии закончились боевые операции.
В июне 1945 соединение вернулось на Родину. Дивизия была расквартирована сначала в Изяславе, затем в Славуте Каменец-Подольской области (в настоящее время Хмельницкая область.)
В 1946 373-я стрелковая Миргородская Краснознамённая орденов Суворова и Кутузова дивизия, выполнившая приказ Отечества по его защите и разгрому фашизма в годы Великой Отечественной войны, была расформирована. Боевое знамя дивизии было передано в Центральный музей Вооружённых Сил СССР.

## Награды
- 19 сентября 1943 года — Почётное наименование Миргородская — присвоено приказом Верховного Главнокомандующего от 19 сентября 1943 годаза отличия в боях за освобождение Миргорода.
- 14 декабря 1943 года —  Орден Красного Знамени — награждена указом Президиума Верховного Совета СССР от 14 декабря 1943 года за образцовое выполнение боевых заданий командования на фронте борьбы с немецкими захватчиками и проявленные при этом доблесть и мужество.[3]
- 8 апреля 1944 года —  Орден Суворова II степени — награждена указом Президиума Верховного Совета СССР от 8 апреля 1944 года за образцовое выполнение заданий командования при форсировании Днестра, овладение городом и важным железнодорожным узлом Бельцы, выход на государственную границу и проявленные при этом доблесть и мужество.[4]
- 19 февраля 1945 года —  Орден Кутузова II степени — награждена указом Президиума Верховного Совета СССР от 19 февраля 1945 года за образцовое выполнение заданий командования в боях с немецкими захватчиками при выходе на реку Одер и овладение городами Милич, Бернштадт, Намслау, Карльсмаркт, Тост, Бишофсталь и проявленные при этом доблесть и мужество.[5]

Награды частей дивизии:
- 1235-й стрелковый ордена Богдана Хмельницкого[6] полк
- 1237-й стрелковый ордена Александра Невского[6] полк
- 1239-й стрелковый ордена Кутузова[6] полк

## Подчинение
- Калининский фронт, 39-я армия (12.1941 — 07.1942)
- Калининский фронт, резерв (07.1942 — 11.1942)
- Калининский фронт, 39-я армия (11.1942 — 03.1943)
- Калининский фронт, 43-я армия (03.1943 — 05.1943)
- Резерв ВГК, 52-я армия (05.1943 — 07.1943)
- Воронежский фронт, 52-я армия (07.1943 — 20.10.1943)
- 2-й Украинский фронт, 78 стрелковый корпус, 52-я армия (20.10.1943 −04.1944)
- 2-й Украинский фронт, 73 стрелковый корпус, 52-я армия (04.1944 — 20.09.1944)
- Резерв ВГК, 78 стрелковый корпус, 52-я армия (20.09.1944 — 03.10.1944)
- 1-й Украинский фронт, 52-я армия (03.10.1944 — 13.05.1945)

## Состав
- 1235-й стрелковый полк
- 1237-й стрелковый полк
- 1239-й стрелковый полк
- 931-й артиллерийский полк
- 243-й отдельный истребительно-противотанковый дивизион
- 62-я зенитная артиллерийская батарея (до 10.1.43 г.)
- 430-я отдельная разведывательная рота
- 439-й (648) отдельный сапёрный батальон
- 619-й отдельный батальон связи (819-й отдельный батальон связи, 435-я отдельная рота связи)
- 453-й отдельный медико-санитарный батальон
- 446-я отдельная рота химической защиты
- 483-я автотранспортная рота
- 222-я полевая хлебопекарня
- 791-й дивизионный ветеринарный лазарет
- 51840-я полевая почтовая станция (1442, 1441)
- 699-я (741-я) полевая касса Государственного банка

## Командование

### Командиры
- Хмылёв, Василий Иванович (19.09.1941 — 11.08.1942), подполковник, с 04.1942 — полковник
- Ерошкин, Матвей Сергеевич (12.08.1942 — 10.09.1942), подполковник
- Сазонов, Кузьма Иванович (11.09.1942 — 11.05.1945), полковник, с 13.09.1944 генерал-майор

…
- Потапов, Митрофан Иванович (12.08.1945 — .08.1946), полковник, генерал-майор[7]

### Начальники штаба
- Ерошкин, Матвей Сергеевич (23.04.1942 — 17.12.1942), подполковник

## Отличившиеся воины дивизии
Десяти воинам 373-й сд за особые боевые подвиги и героизм, проявленные при выполнении заданий командования, в борьбе со злейшим врагом человечества — фашизмом, Указом Президиума ВС СССР присвоено высокое звание Героя Советского Союза. Четырём из них это звание присвоено посмертно:
- Александренко, Иван Яковлевич — сержант, командир отделения 1235-го стрелкового полка. 10.04.1945 за мужество и отвагу, проявленные при форсировании Одера (посмертно).
- Гончарь, Григорий Моисеевич — старший лейтенант, командир роты 1237-го стрелкового полка. 10.04.1945 за успешное форсирование Одера, умелое ведение боя по захвату плацдарма на западном берегу реки и проявленные при этом личное мужество и героизм.
- Дятлов, Игнатий Семёнович — лейтенант, командир взвода 1239-го стрелкового полка. 10.04.1945 за успешное форсирование реки Одер, умелые действия по захвату и удержанию плацдарма на её западном берегу.
- Князев, Николай Иванович — сержант, командир пулемётного расчёта 1237-го стрелкового полка. 24.03.1944 за личное мужество и героизм, проявленные при выполнении задания командования в ходе Корсунь-Шевченковской операции
- Коробейников, Афанасий Гурьянович — старший сержант, командир орудия 76-мм пушек 1239-го стрелкового полка. 24.03.1944 за успешное форсирование р. Южный Буг и проявленные при этом личное мужество и героизм.
- Леоницкий, Сергей Демьянович — рядовой 1239-го стрелкового полка. 10.04.1945 за мужество и отвагу, проявленные при форсировании р. Одер.
- Мамедов, Мамед Джебраилович — сержант, санинструктор 1235-го стрелкового полка. 10.04.1945 за мужество и отвагу в бою с фашистскими захватчиками (посмертно).
- Никишов, Владимир Владимирович — старший лейтенант, командир взвода 1239-го стрелкового полка. 10.04.1945 за умелое руководство боевой операцией и личную отвагу при форсировании Одера, взятие и удержание плацдарма на её западном берегу.
- Петин, Максим Фролович — старший лейтенант, командир роты автоматчиков 1239-го стрелкового полка. 10.04.1945 за умелое командование, бесстрашие и мужество, проявленные при форсировании Одера и выполнение боевого приказа (посмертно).
- Суханов, Николай Иванович — старший сержант, командир отделения противотанковых ружей 243-го оиптд. За личное мужество и отвагу, проявленные в бою с фашистскими захватчиками (посмертно).

Кавалеры ордена Славы трёх степеней
- Дорошенко, Михаил Трофимович, сержант, командир отделения разведки 931-го артиллерийского полка.

Медаль за боевые заслуги 
- Свентицкий, Сергей Григорьевич, сержант, хим. инструктор представлен к награде 29.09.1943

Известные воины дивизии:
- Командиром взвода ПТР второго стрелкового батальона 1235 стрелкового полка дивизии с 1942 года и до окончания войны служил будущий поэт Зия Мансур.